# G-Shock
A G-Shock a japán Casio egyik al-márkája (angolul sub-brand). A név a vállalat elnyűhetetlen és tartós[forrás?] kivitelezésű óráit jelöli. A név a Gravitational Shock rövidítése.

## Története
A G-Shock fejlesztése 1981-ben kezdődött. Kikuo Ibe mérnök létrehozott egy háromfős csapatot, akiket „Kemény Csapatnak” (Team Tough) nevezett, hogy kifejlesszenek egy új órát. Az eszköznek három feladatot kellett kiállnia: túlélnie egy 10 méteres zuhanást, 100 méterig vízállónak kell lennie és 10 éves elem időtartammal bírjon. Ibe egy játszótérről merített ötletet az óra további fejlesztéséhez: egy pattogó gumilabdát látott. Ibe fejében ekkor körvonalazódott, hogy a labda közepe nem szenved attól a sokktól, amelyet a külső érez meg. Ekkor a mérnök és a csapata nekiállt kifejleszteni egy órát, amely hasonló módon kibírja a sokkot. A „DW-5000C” kódjelű első G-Shock végül 1983-ban jelent meg a piacon. Az első egyszerre analóg és digitális modell 1989-ben jelent meg. 1993-ban került piacra az első búvárkodáshoz is alkalmas G-Shock, a „Frogman DW-8200”. Ezt két évvel később, 1995-ben követte a második ilyen jelzésű óra, a „Frogman DW-8200”, amely titánból készült. 2000-ben az első rádióvezérelt G-Shock karórát mutatta be a Casio, „GW-100” kódjellel. Ez az óra a világ hat pontjáról tudott jeleket venni. Az órák olyan kialakítással rendelkeznek, hogy mindent túléljenek, a sokktól egészen a sárig.
2017 augusztusában a százmilliomodik G-Shock eladását ünnepelte a Casio.

## Paletta
A nőknek szánt G-Shock órákat „Baby G” néven forgalmazza a cég, illetve „Rangeman”, „Frogman” és „Mudman” nevek alatt is forgalmazzák óráikat. Utóbbi három név a Casio G-Shock modellek drágább árú változatait jelöli.

## Népszerűsége
Az egész világon népszerűnek számít[forrás?] a G-Shock, elnyűhetetlensége miatt. Népszerűsége miatt másolatai is születtek, „C-Shock” illetve „S-Shock” neveken.